# Screen Gems

Das Logo des Studios

Screen Gems (zu deutsch etwa "Leinwand-Juwelen") ist eine US-amerikanische Tochtergesellschaft der Columbia TriStar Film-Gruppe, die wiederum zu Sony Pictures Entertainment gehört. Sie erfüllt unterschiedliche Aufgaben für die Muttergesellschaften.

## Geschichte

### Zeichentrickfilm-Studio: 1940–1949
Für ein komplettes Jahrzehnt vertrieb Charles B. Mintz seine Zeichentrick-Kurzfilme Krazy Kat, Scrappy und Color Rhapsody via Columbia Pictures. 1939 stand Mintz so tief bei Columbia in Schulden, dass er sich gezwungen sah, sein Studio an Columbia zu verkaufen. Unter dem neuen Management wurde das Studio in Screen Gems umbenannt. Neuer Leiter des Studios wurde zunächst Mintz’ ehemaliger Aufnahmeleiter Jimmy Bronis, der aber bald durch Mintz’ Schwager George Winkler ersetzt wurde. In der Folge entschied sich Columbia, das Haus vom alten Klüngel zu „reinigen“ und entließ den Hauptteil des Personals, inklusive Winkler. Stattdessen wurde der Cartoon-Schaffende Frank Tashlin eingestellt, der wiederum bald durch Dave Fleischer ersetzt wurde. Nach verschiedenen anderen Nachfolgern übernahmen Ray Katz und Henry Binder, die von Warner Bros. kamen, diese Position. Zu den Trickfilmzeichnern, Direktoren und Schriftstellern zählten Art Davis, Sid Marcus, Bob Wickersham und später Bob Clampetts.
Zu den Figuren des Studios zählten Flippy, Willoughby Wren und Tito and his Burrito. Am erfolgreichsten war wohl das Duo The Fox and The Crow, das aus einem raffinierten Fuchs und einer gewieften Krähe bestand.
Screen Gems ist das amerikanische Trickfilm-Studio, das am längsten Schwarz-Weiß-Cartoons produzierte. Um die Produktionskosten niedrig zu halten, wurden bis 1946 keine farbigen Cartoons hergestellt – drei Jahre nachdem die letzten Konkurrenten, Famous Studios und Termite Terrace, ihre letzten Cartoons in schwarz-weiß produziert hatten. Noch im selben Jahr schloss das Studio endgültig seine Türen, obwohl seine Zeichentrickfilme bis 1949 vertrieben wurde.
Im Vergleich zu den Cartoons von Disney, Warner Bros. und MGM waren den Produktionen von Screen Gems nur mäßige Erfolge beschieden. Die Rolle, die das Studio innerhalb des Konzerns übernommen hatte, wurde nach dessen Ende zu United Productions of America (UPA) ausgelagert, die mit Cartoonreihen wie Gerald McBoing-Boing oder Mister Magoo sowohl in kommerzieller Hinsicht als auch bei den Kritikern erfolgreicher waren.

### Tochtergesellschaft TV-Shows und Fernsehunterhaltung: 1948–1974
1948 wurde Screen Gems wiederbelebt, um als Tochtergesellschaft Columbias im Fernsehbereich zu arbeiten. Es wurden mehrere populäre Shows produziert und übernommen (siehe unten), darunter auch das Columbia Pictures' Theaterfilmarchiv, einschließlich der erfolgreichen Reihe The Three Stooges. Sie erwarben auch die Rechte auf ein Paket Horrorfilme von Universal, das diesem Genre eine enorme Auferstehung bescherte. Die bemerkenswerte Endproduktion dieser Politik von Screen Gems war 1974 die Miniserie QB VII.
Von 1958 bis 1972, unter der Leitung des Vizepräsidenten der Produktion, Harry Ackermans, vertrieb Screen Gems die klassischen Situationskomödien:
- Father Knows Best, Dennis the Menace, The Donna Reed Show,
- Hazel, Gidget, Bewitched, I Dream of Jeannie, The Flying Nun,
- The Monkees, Love, American Style, und The Partridge Family.

Gegen Ende der 50er Jahre trat Screen Gems auch in das Rundfunkbusiness ein. Stationen wie KCPX (Salt Lake City), WVUE (New Orleans), WAPA (San Juan), WNJU (Linde, NJ) und andere Radiostationen wanderten im Laufe der Jahre in den Besitz von Screen Gems.
1974 wurde der Name von Screen Gems aufgegeben und aus Columbias Tochtergesellschaft wurde Columbia Pictures Television. 1982 kamen Änderungen im Eigentumsrecht Columbias, als die Coca-Cola Company die Gesellschaft aufkaufte. Sie wurde aber unter dem CPT-Namen weiter betrieben. Mitte der 1980er Jahre reorganisierte Coca-Cola seine Beteiligungen, um Coca-Cola Television zu schaffen, CPT wurde mit der Fernsehabteilung von Embassy Communications zu Columbia/Embassy Television verschmolzen, obwohl beide Gesellschaften weiterhin getrennte Identität verwendeten, bis sie 1988 mit TriStar Television unter dem CPT-Namen wieder vereinigt wurden. 1989 wurden Bilder von Columbia von der Sony Corporation Japan gekauft. 1991 wurde Columbia Pictures Entertainment zur Sony Pictures Entertainment umbenannt (als eine Filmproduktionsvertrieb-Tochtergesellschaft) und verband später CPT mit einem wiederbelebten TriStar Television 1994, um Columbia TriStar Television zu bilden.
Die Fernsehabteilung ist heute als Sony Pictures Television bekannt.

### TV-Shows (Auswahl)
Fernsehprogramme die von Screen Gems produziert und/oder übernommen wurden:
- Burns & Allen (Wiederholung von Episoden; übernommen von CBS television; 1953–1958)
- Rin Tin Tin (1954–1959)
- Captain Midnight (1954–1956)
- Vater ist der Beste (1954–1960)
- Casey Jones (Co-Produktion mit Briskin Productions; 1957–1958)
- Rescue 8 (1958–1960)
- Hucky und seine Freunde (Produziert von Hanna-Barbera Productions; 1958–1962)
- The Donna Reed Show (1958–1966)
- Dennis, Geschichten eines Lausbuben (1959–1963)
- Quick Draw McGraw (Produziert von Hanna-Barbera Productions; 1959–1962)
- The Three Stooges (1959–1974, war immer noch auf Sendung und wurde danach durch Columbia Pictures Television, Columbia TriStar Television und Sony Pictures Television vertrieben)
- Route 66 (1960–1964)
- Familie Feuerstein (Produziert von Hanna-Barbera Productions; 1960–1966) SG übernahm die Serie bis 1974 und CPT von 1974 bis zu den frühen 80er; später wurde die Serie von Worldvision und dann von Turner Program Services übernommen, Warner Bros. Television ist jetzt der Vertreiber
- Die Yogi Bär Show (Produziert von Hanna-Barbera Productions; 1960–1963)
- Top Cat (Produziert von Hanna-Barbera Productions; 1961–1962)
- Die Jetsons (Produziert von Hanna-Barbera Productions; 1962–1963; 1985–1987 wurden neue Episoden produziert, die dann von Worldvision vertrieben wurden)
- Hazel (1961–1966)
- The Farmer’s Daughter (1963–1966)
- Verliebt in eine Hexe (1964–1972)
- Jonny Quest (Produziert von Hanna-Barbera Productions; 1964–1965; 1986–1988 wurden neue Episoden produziert als Teil von der wöchentlichen Funtastic World of Hanna-Barbera und von Worldvision vertrieben wurden)
- Magilla Gorilla (Produziert von Hanna-Barbera Productions; 1964–1966)
- Peter Potamus (Produziert von Hanna-Barbera Productions; 1964–1966)
- Zeit der Sehnsucht (Produziert von Corday Productions von 1965–1974, ist immer noch auf Sendung und wurde danach von Columbia Pictures Television, Columbia TriStar Television und Sony Pictures Television produziert)
- Camp Runamuck (1965–1966)
- Gidget (1965–1966)
- Bezaubernde Jeannie (Produziert von Sidney Sheldon Productions; 1965–1970)
- Love on a Rooftop (1966–1967)
- The Monkees (Produziert von Raybert Productions; 1966–1968)
- The Flying Nun (1967–1970)
- Love American Style (1969–1970) (und Paramount Productions)
- The Johnny Cash Show (1969–1970)
- Die Partridge Familie (1970–1974)
- Bridget Loves Bernie (1972–1973)
- Temperatures Rising (Produziert von Ashmont Productions; 1972–1973)
- The New Temperatures Rising Show (Produziert von Ashmont Productions; 1973–1974)
- The Young and the Restless (Produziert von Bell Dramatic Serial Company; 1973–1974, ist immer noch auf Sendung und wurde danach von Columbia Pictures Television, Columbia TriStar Television und Sony Pictures Television produziert)
- Bob & Carol & Ted & Alice (1973–1974)
- Police Story (1973–1974; danach von 1974–1977 bei Columbia Pictures Television)

## Spielfilmproduktion: Seit 1999
Columbia TriStar Television wurde im September 2002 zu Sony Pictures Television. Drei Jahre früher, 1999, wurde Screen Gems als zweiter Produzent mit dem Fachgebiet Spielfilme, nach Sony Pictures Classics, von Sonys Columbia TriStar Motion Picture Group wiederbelebt. Ähnlich Dimension Films fertigte und veröffentlichte Screen Gems preisgünstige Science-Fiction, Horror, Farce oder ethnische Filme mit weit höherer Zielgruppe von Zuschauern als die Durchschnittsproduktionen von Columbia TriStar. Obwohl Screen Gems als ein Schwester-Studio anfing, entwickelte es sich besser als Sony Pictures Classics.
Der im Jahr 2006 kommerziell erfolgreichste Screen Gems-Film war: The Exorcism of Emily Rose, der 136.661.432 US-$ Einnahmen in die internationale Kasse einspielte.

### Von Screen Gems produzierte Filme
| - Arlington Road (1999) - Girlfight – Auf eigene Faust (2000) - Snatch – Schweine und Diamanten (2000) - The Brothers (2001) - The Forsaken – Die Nacht ist gierig (2001) - Ghosts of Mars (2001) - Two Can Play That Game (2001) - Formula 51 (2002) - Love and a Bullet (2002) - Wenn der Nebel sich lichtet – Limbo (1999) - Die Mothman Prophezeiungen (2002) - Resident Evil (2002) - Hingerissen von einem ungewöhnlichen Schicksal im azurblauen Meer im August (2002) - In the Cut (2003) - Das Medaillon (2003) - Underworld (2003) - Anacondas: Die Jagd nach der Blut-Orchidee (2004) - Breakin’ All the Rules (2004) - Resident Evil: Apocalypse (2004) - Into the Sun (2004) - Street Style (You Got Served) (2004) - Boogeyman (2005) - The Cave (2005) - Der Exorzismus von Emily Rose (2005) | - The Gospel (2005) - Hostel (2006) - Underworld: Evolution (2006) - Unbekannter Anrufer (2006) - Ultraviolet (2006) - Ich werde immer wissen, was du letzten Sommer getan hast (2006) - Der Fluch – The Grudge 2 (2006) - Zombies (2006) - The Messengers (2007) - Resident Evil: Extinction (2007) - Unbekannter Anrufer 2 (2007) - Motel (Vacancy) (2007) - The Stepfather (2008) - Prince of Pistols (2008) - Prom Night (2008) - Underworld – Aufstand der Lykaner (2009) - Resident Evil: Afterlife -in Digital 3D (2010) - Einfach zu haben (2010) - Burlesque (2010) - The Roommate (2011) - Freunde mit gewissen Vorzügen (2011) - Priest (in 3D konvertiert) (2011) - Underworld: Awakening (in 3D) (2011) |

## EUE/Screen Gems
Screen Gems sollten nicht mit EUE/Screen Gems verwechselt werden, welches dasselbe „S“ Firmenzeichen verwendet. EUE/Screen Gems wurde von Frank Capra Jr. gegründet. Sie besitzen Film und Fernsehproduktionsmöglichkeiten in Wilmington, North Carolina und New York City. Das WB Drama Dawson’s Creek wurde im Studio Wilmington gedreht und die Seifenoper Guiding Light wurde im New Yorker Studio viele Jahre lang aufgenommen, bis es 2005 in die CBS Studio verlegt wurde, wo es die Talk-Show von Rachel Ray ersetzte.
1984 kaufte Capra den Nachlass Screen Gems von Columbia Pictures Industries, Inc, aber anscheinend nicht den Namen, weil er gezwungen wurde, eine geringe Änderung im Namen der Gesellschaft vorzunehmen (deswegen der Zusatz EUE). Die Buchstaben „EUE“ ist die Abkürzung der ehemaligen Gründer Stephen und Michael Elliot sowie William Unger (Elliot, Unger & Elliot (EUE)).

## Trivia
Animation und Musik des Logos wurden bisweilen als verstörend empfunden. Dies hat sich auch zu einem Internetphänomen entwickelt.